# إقليم متوارا
إقليم متوارا (بالسواحلية: Mkoa wa Mtwara) هو واحد من 31 إقليم إداري في تنزانيا. عاصمة الإقليم هي مدينة متوارا. إقليم متوارا هو موطن لواحد من أكثر الشعوب تأثيرًا في تنزانيا، شعب الماكوندي. متوارا هو موطن لرئيس تنزانيا الرابع بنيامين مكابا وكذلك موطن لعدد من الفنانين المؤثرين. تتشكل الحدود مع موزمبيق إلى الجنوب من نهر روفوما. إلى الغرب يحد متوارا إقليم روفوما، ومن الشمال إقليم ليندي، ومن الشرق المحيط الهندي.
إقليم متوارا هو أكبر منتج للكاجو في البلاد. وفقا للتعداد الوطني لعام 2012، بلغ عدد سكان المنطقة 1,270,854 نسمة، وهو أقل من توقعات ما قبل التعداد البالغة 1,374,767. بالنسبة للفترة 2002-2012، كان متوسط معدل النمو السكاني السنوي في المنطقة البالغ 1.2 في المائة هو الأعلى 26 في البلاد. كانت أيضا المنطقة الرابعة عشرة الأكثر كثافة سكانية مع 76 شخصا لكل كيلومتر مربع.

## روابط خارجية
- الموقع الرسمي